# تومي مارس
تومي مارس (بالإنجليزية: Tommy Mars)‏ هو موسيقي وعازف بيانو أمريكي، ولد في 26 أكتوبر 1951 في واتربوري في الولايات المتحدة.

## وصلات خارجية
- تومي مارس على موقع ميوزك برينز (الإنجليزية)
- تومي مارس على موقع ديسكوغز (الإنجليزية)